# 弓木春奈
弓木 春奈（ゆみき はるな、1986年12月15日 - ）は、日本の気象予報士である。

## 来歴
埼玉県出身。埼玉県立不動岡高等学校を経て青山学院大学文学部英米文学科を卒業し、在学中の2007年8月に気象予報士資格を得る。2008年春頃からウェザーマップに所属して気象予報士として勤務を始める。2008年から約2年半「TBSニュースバード」などで天気予報を担当するも2010年9月末で番組を降板し、「ウェザーマップを退職して天気予報の世界を離れ、新たな勉強を始める」と自身のブログに記すも、2011年10月3日からウェザーマップへ復帰し、『NHKニュースおはよう日本』の気象コーナーで渕岡友美の後任で気象予報士を務める。
2021年9月より出産・育児を行うため、各番組などメディア等の活動を一時休止。
2022年6月1日のNHKラジオ・天気予報より仕事復帰。
2025年4月時点でウェザーマップは退職している。

## 人物
- 田中みな実は青山学院大学で同級である。大学時代は互いに面識はあるが言葉を交わしておらず、田中がTBSへ入社後に再会して現在は昵懇[3]である。
- 血液型はAB型、身長は161cm[4]である。読書とゴルフ[5]を趣味とし、特技は料理、手芸である。

## 現在の担当番組
- NHKラジオ第1放送の気象情報 平日11時50分、15時（2022年6月1日 - 産休前に担当していたものを再開）

## 過去の担当番組
- TBSニュースバード（TBSテレビほか一部のJNN系列・BS-TBS・スカパー!・一部のケーブルテレビの各局で放送）
- OH! HAPPY MORNING（JFN、いずれも月・火）
- NHKニュースおはよう日本（平日） - NHK総合テレビ（2011年10月3日 - 2014年3月28日）
- 私も一言!夕方ニュース→先読み!夕方ニュース（平日） - NHKラジオ第1放送（2014年4月 - 2018年3月）
- NHKラジオ第1放送 の気象情報（2014年4月 - 2021年9月3日）
  - 「関東地方の天気、交通情報」気象解説（平日 11:50 - 12:00）
  - 「15時のラジオニュース、天気」気象解説（平日）
  - 「Nらじ」気象解説（平日18時台）
  - 「関東地方のニュース、天気、交通情報」気象解説（平日 18:50 - 19:00）
- BS-TBS「おんな酒場放浪記」酒場おんな（2019年1月18日 - 2020年11月20日。現在は再放送でのみ登場）

## 著作
- 一番わかりやすい天気と気象の新知識　異常な空模様の「どうして？」に答える本（2020年5月14日発売、河出書房新社）
- 気象災害から身を守る　大切なことわざ　豪雨・台風・津波……日本人が言い伝えてきた知恵と行動（2017年11月27日発売、河出書房新社）